# Ромул (син цара Антемија)
Ромул ( грч . Ρωμηλος, фл. 469–479 н.е.) је био син западноримског цара Антемија .

## Биографија
Ромул је био син цара Антемија (западноримског цара 467–472. године) и царице Марције Еуфемије. Браћа су му били Антемиол, Маркијан и Прокопије Антемије, сестра Алипија . Његов деда по мајци, источни Свети цар Маркијан, оженио се Светом царицом Пулхеријом, унуком Светог цара Теодосија I.
Године 479, Ромул и његов брат Маркијан и Прокопије побунили су се против новог источног цара Зенона . Тражили су помоћ од Теодорика Страбона, тада су у Цариграду окупили трупе које су чинили грађани и странци у кући једног Цезарија, јужно од Теодосијевог форума, а одатле су у исто време кренули на царску палату и на кућа Ила, генерала Исауријана који подржава цара Зенона. Цар је умало пао у руке побуњеницима, који су током дана савладали царске трупе, које су и грађани ударали са кровова својих кућа. Међутим, током ноћи, Ил је успео да у Цариград премести исаурску јединицу које су биле у оближњој Халкедонији и да искевари Маркијанове војнике, који су дозволили цару Зенону да побегне. Следећег јутра Ромул и његова браћа, схватајући да је његова ситуација очајна и да појачање готског генерала Теодорика Страбона није стигло на време, склонили су се у цркву Светих апостола, али су ухапшени.
Били су послати у Кесарију у Кападокији . Уз помоћ неких монаха покушали су да побегну, али Маркијан није успео, док су Ромул и Прокопије побегли у Рим 